# Samia penelope
Samia penelope är en fjärilsart som beskrevs av Buchanan. 1833. Samia penelope ingår i släktet Samia och familjen påfågelsspinnare. Inga underarter finns listade.